# مارتين مانتوفاني
مارتين ماكسيميليانو مانتوفاني (بالإسبانية: Martín Maximiliano Mantovani) (مواليد 7 يوليو 1984 - مار ديل بلاتا ، الأرجنتين) لاعب كرة قدم أرجنتيني ، يجيد اللعب في مركز قلب الدفاع ، وهو قائد لنادي ليغانيس حاليا الإسباني.

## روابط خارجية
- مارتين مانتوفاني على موقع قاعدة بيانات كرة القدم.إي يو (الإنجليزية)
- مارتين مانتوفاني على موقع Soccerbase.com (لاعب) (الإنجليزية)
- مارتين مانتوفاني على موقع Soccerway.com (الإنجليزية)
- مارتين مانتوفاني على موقع عالم كرة القدم.نت (الإنجليزية)
- مارتين مانتوفاني على موقع AS.com (الإسبانية)